# Konrad Łapin
Konrad Łapin, pseud. Jacek Kasprowy (ur. 26 stycznia 1915 w Moskwie, zm. 2 maja 2009 w Sopocie) – polski pisarz, poeta, radiowiec.

## Życiorys
Urodził się w rodzinie Mariana Łapina, architekta i malarza oraz Anieli, poetki. Po wojnie polsko-bolszewickiej rodzina przeniosła się do Kowna. Konrad ukończył klasę o profilu handlowym Gimnazjum im. Adama Mickiewicza w Kownie. W 1933 wstąpił na Uniwersytet Witolda Wielkiego jako wolny słuchacz wydziału filologii. W 1934 r. został przyjęty w poczet polskiej korporacji akademickiej "Lauda". Pełnił funkcję Sekretarza Zarządu Związku Studentów Polaków Uniwersytetu Witolda Wielkiego w Kownie. W 1938 r. odbył służbę wojskową w armii litewskiej w stopniu szeregowego (jako Polak nie miał prawa wstąpić do szkoły podoficerskiej). Po wybuchu wojny wyjechał do Wilna. Tam poznał i ożenił się z Haliną Czechowską. W 1942 r. wraz z żoną został przez Litwinów wysiedlony z Wilna do Jezioros koło Dyneburga. W 1944 r. objął posadę księgowego w grupie majątków państwowych „Zatrocze” koło Trok. W 1945 r. opuścił Wileńszczyznę i osiadł w Sopocie. Związał się z Radiem Gdańsk, w którym od 1956 r. pracował na stałe, na stanowisku kierownika Redakcji Audycji Satyrycznych i Rozrywkowych, a następnie zastępcy kierownika Redakcji Literackiej. Zmarł w 2009 r. Pochowany na cmentarzu katolickim w Sopocie (kwatera G4-1-8).
Kawaler Orderu Odrodzenia Polski. Odznaczony medalem "Za zasługi dla Gdańska".

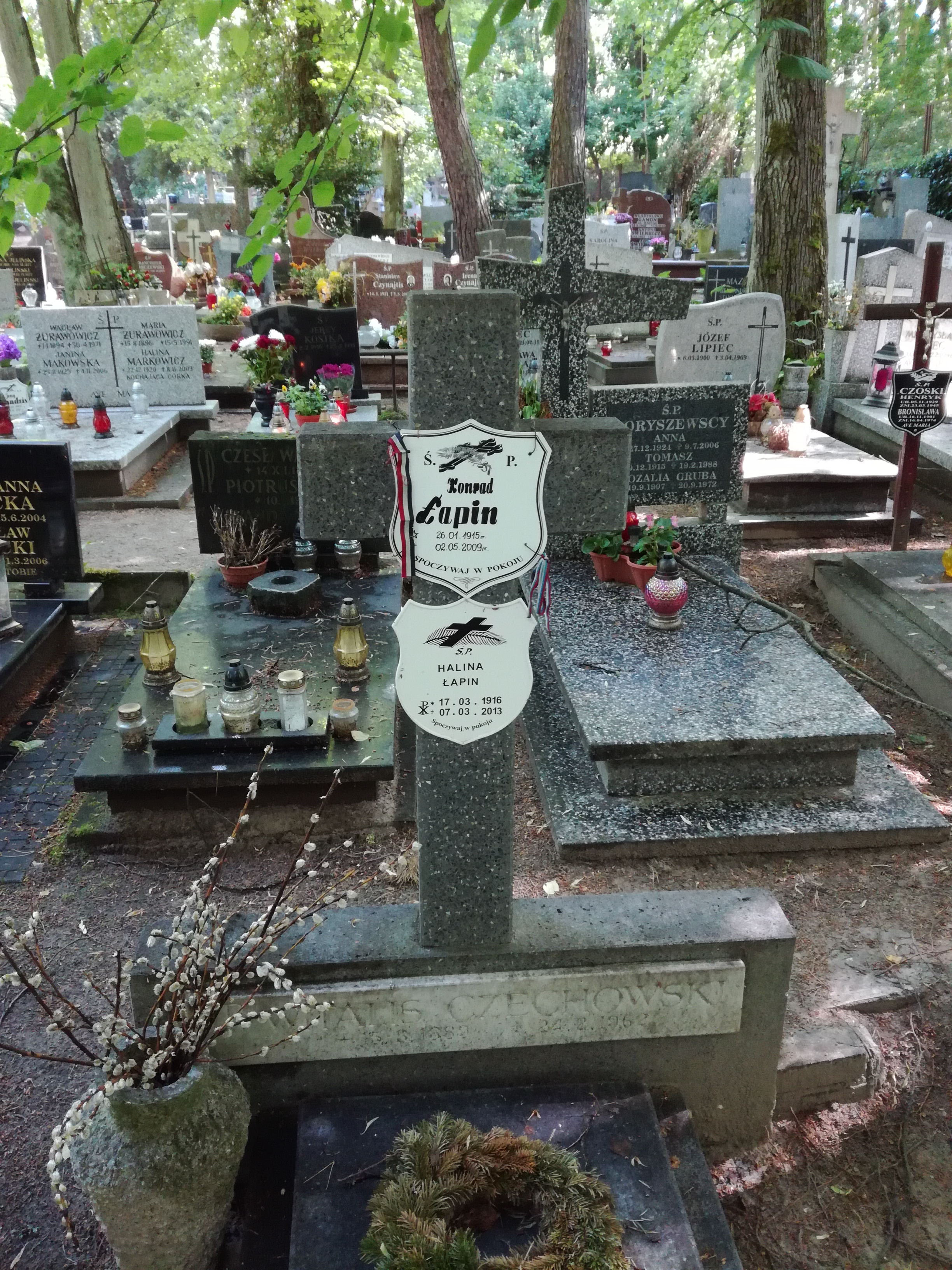
Grób Konrada Łapina na cmentarzu katolickim w Sopocie

## Twórczość
Tworzył powieści, wiersze, teksty piosenek i musicali, kalambury, szopki noworoczne, epigramaty i fraszki. Był współautorem librett do musicali wystawianych na scenach teatrów muzycznych w Gdyni, Łodzi, Lublinie i w Zabrzu. 
Wśród Jego bogatego dorobku pisarskiego wymienić warto: 
- "Wstęga Laudy. Zarys historii polskiej korporacji na Litwie" (rękopis, 1989)
- "Głos z Litwy" (Marpress, Gdańsk 1998), wspomnienia kresowe
- "Kraina Ostrobramskiej Pani" (Marpress, Gdańsk 1999), wspomnienia wileńskie
- "Na Ojczyzny łono" (Marpress, Gdańsk 2001), wspomnienia powojenne
- "Strofy niepokorne" (Marpress, Gdańsk 2000), zbiór tekstów poetyckich i satyrycznych
- "Rżysko. Poetyckie pokłosie" (Marpress, Gdańsk 2002), tomik wierszy
- "Bagatela z bożej łaski", tom 1: "Wzloty przyziemne", (Marpress, Gdańsk 2003), powieść
- "Bagatela z bożej łaski", tom 2: "Losy wojenne", (Marpress, Gdańsk 2005), powieść
- "Bagatela z bożej łaski", tom 3: "Lata okrzepłe", (Marpress, Gdańsk 2005), powieść

Słowa piosenek:
- "Morskie opowieści" (tłumaczenie ośmiu pierwszych zwrotek i refrenu)

(do muzyki Henryka Hubertusa Jabłońskiego):
- "Białe anioły"
- "Bezdomne pocałunki"
- "Miłość się spóźniła"
- "Nie jestem taka zła" (1966, z repertuaru Violetty Villas)
- "Pucybut z Rio"
- "Rozstanie z morzem"
- "Zachodni wiatr (Pożegnanie z morzem)" (z repertuaru Marty Mirskiej)
- "Żołnierski list"

(do muzyki Jana Tomaszewskiego):
- "Diabelnie długi rejs"
- "Samotna fregata"
- "Szli na zachód osadnicy" (z repertuaru Dany Lerskiej)

Libretta:
- "Kaper królewski", 1969, (wraz z S. Dejczerem)